# Breughelstraat
De Breughelstraat is een straat in de Apollobuurt in Amsterdam-Zuid.

## Geschiedenis en ligging
De straat kreeg haar naam per raadsbesluit van 22 april 1925; ze werd vernoemd naar de Vlaamse schildersfamilie uit de 16e en 17e eeuw, te weten Pieter Bruegel de Oude, Pieter Brueghel de Jonge en Jan Brueghel de Oude. In de omgeving zijn meerdere straten naar schilders vernoemd zoals de Jan van Eijckstraat. Vanuit de oosten gezien is het de eerste zijstraat van de Apollolaan, die naar een schilder is genoemd; direct ten oosten van de Breughelstraat ligt de componistenbuurt met als belangrijkste verkeersader de Beethovenstraat.
De straat begint in het noorden aan de Apollolaan en eindigt na ongeveer 50 meter aan de Jan van Eijckstraat.

## Gebouwen
De gebouwen aan de Breughelstraat dateren uit de periode 1927 tot en met 1929. De straat kent huisnummers 1 tot en met 9 (oneven) en 4 tot en met 10 (even).
De oneven nummers maken daarbij deel uit van een woon/winkelblok aan Beethovenstraat, Jan van Eijckstraat, Breughelstraat en Apollolaan. Het gehele blok is ontworpen door Lau Peters in een strakke variant van de bouwstijl Amsterdamse School. De even nummers zijn een deel van een hoekblok Breugelstraat 4 en Apollolaan, ook afkomstig van Lau Peters en ook in de Amsterdamse Schoolstijl. Jo van der Mey is verantwoordelijk voor het ontwerp 6 tot en met 10 en dan de hoek om in de Jan van Eijckstraat.

## Kunst
Het genoemde hoekpand Breughelstraat / Apollolaan 105 draagt een beeld van Anton Rädecker. Het is een vrouw met vogel (op haar hoofd) en bloemen (rond haar nek). In de rechterhand heeft ze bloemstelen (naar de bloemen in haar nek); in de linkerhand een slang. Bij een portiek van hetzelfde pand aan de zijde van de Apollolaan zijn er nog vier beeldhouwwerken van Rädecker terug te vinden; een manshoofd, een vrouwshoofd en twee abstracte beeldjes. Eenzelfde ensemble van vier beeldhouwwerken is terug te vinden boven de portiek van Breughelstraat 4, Peters ontwierp dat deel ook.

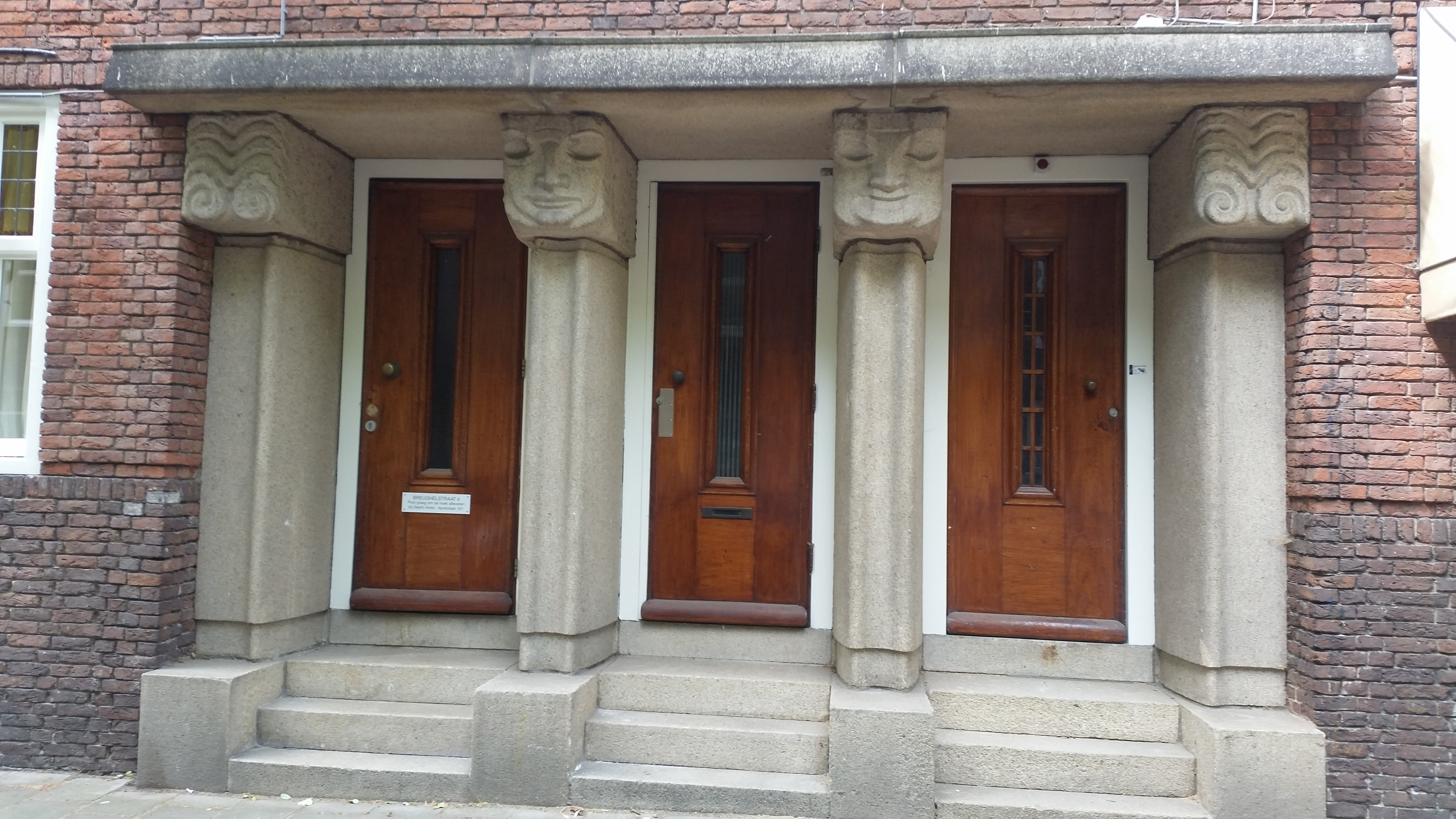
Beeldhouwwerk van Rädecker op nummer 4 (mei 2019)
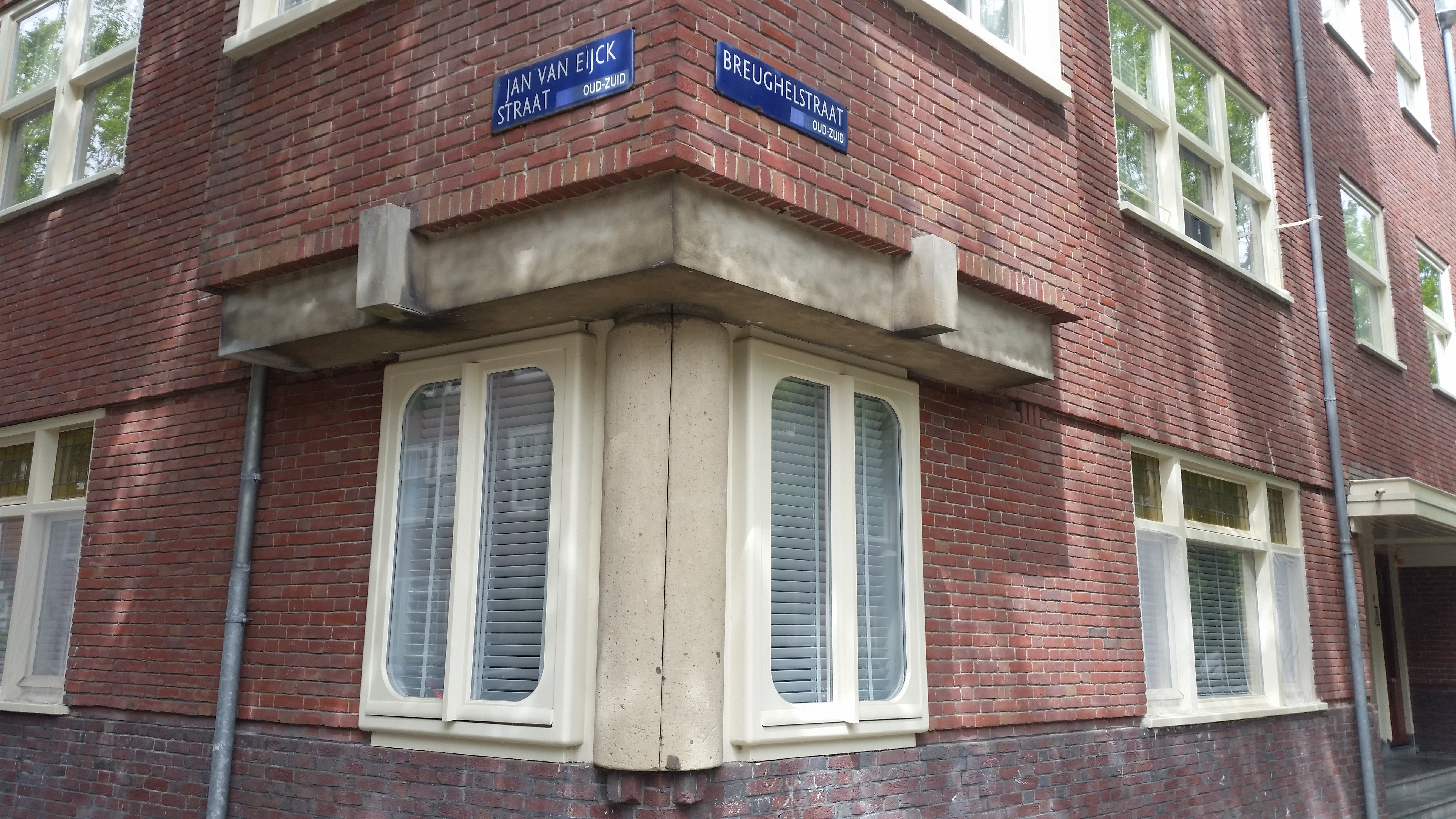
Hoekramen van nummer 10 (mei 2019)
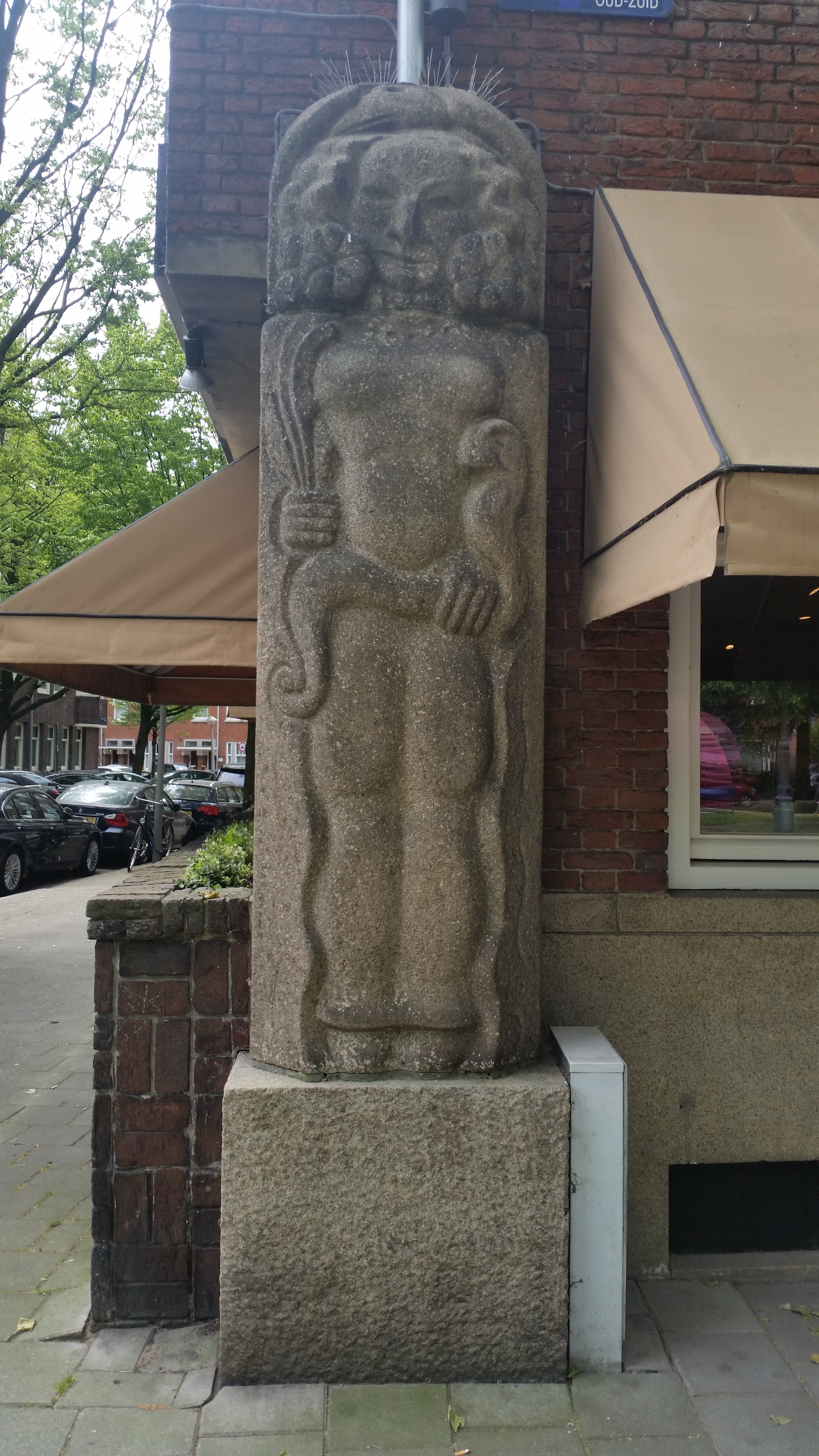
Ingang Breughelstraat vanuit Apollolaan (mei 2019)
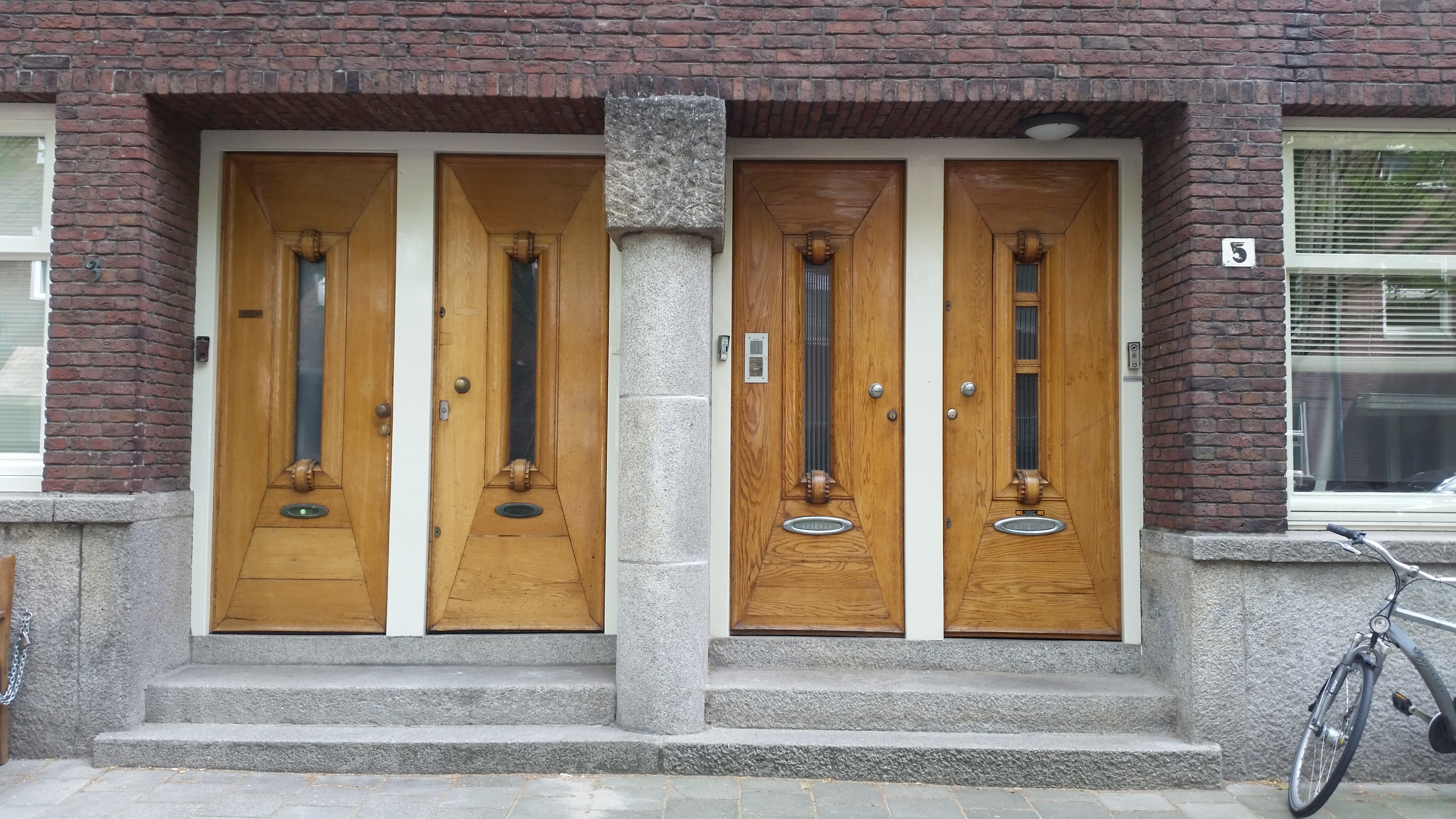
Portiek nummer 5 (mei 2019)